# Drugi gabinet Scotta Morrisona
Drugi gabinet Scotta Morrisona – siedemdziesiąty trzeci gabinet federalny Australii. Był tworzony przez blok partii centroprawicowych pod nazwą Koalicja. Dwiema wiodącymi partiami w tym bloku są Liberalna Partia Australii (LPA) i Narodowa Partia Australii (NPA). Formalnie gabinet urzędował od 29 maja 2019 do 23 maja 2022. Zastąpił on pierwszy gabinet tworzony przez tego samego premiera.

## Okoliczności powstania
W wyborach parlamentarnych przeprowadzonych w dniu 18 maja 2019 roku blok partii centroprawicowych pod wodzą premiera Scotta Morrisona ponownie uzyskał większość w Izbie Reprezentantów. Dzięki temu Morrison ponownie otrzymał misję sformowania rządu. Cały skład gabinetu został zaprezentowany 26 maja, a trzy dni później miało miejsce zaprzysiężenie wszystkich ministrów.

## Okoliczności dymisji
Koalicja poniosła porażkę w wyborach federalnych przeprowadzonych w dniu 21 maja 2022 roku. Blok ten stracił mandaty nie tylko na rzecz Australijskiej Partii Pracy, ale także Zielonych, czy kandydatów niezależnych. W związku z tym, Scott Morrison uznał swoją przegraną i ogłosił swoją rezygnację z funkcji lidera liberałów. 23 maja drugi gabinet Morrisona został zastąpiony przez gabinet tworzony przez Australijską Partię Pracy pod wodzą Anthony’ego Albanesego.

## Skład w momencie zaprzysiężenia (29 maja 2019)
| stanowisko                                                                      | osoba              | partia    |
| ------------------------------------------------------------------------------- | ------------------ | --------- |
| premier                                                                         | Scott Morrison     | LPA       |
| minister ds. służby publicznej                                                  | Scott Morrison     | LPA       |
| wicepremier                                                                     | Michael McCormack  | NPA       |
| minister infrastruktury, transportu i rozwoju regionalnego                      | Michael McCormack  | NPA       |
| minister skarbu                                                                 | Josh Frydenberg    | LPA       |
| minister rolnictwa                                                              | Bridget McKenzie   | NPA       |
| minister finansów                                                               | Mathias Cormann    | LPA       |
| wiceprzewodniczący Federalnej Rady Wykonawczej                                  | Mathias Cormann    | LPA       |
| przedstawiciel rządu w Senacie (Leader of the Government in the Senate)         | Mathias Cormann    | LPA       |
| minister handlu, turystyki i inwestycji                                         | Simon Birmingham   | LPA       |
| prokurator generalny                                                            | Christian Porter   | LPA       |
| minister ds. relacji w miejscu pracy                                            | Christian Porter   | LPA       |
| przewodniczący Izby Reprezentantów (Leader of the House)                        | Christian Porter   | LPA       |
| minister spraw zagranicznych                                                    | Marise Payne       | LPA       |
| minister ds. kobiet                                                             | Marise Payne       | LPA       |
| minister spraw wewnętrznych                                                     | Peter Dutton       | LNP / LPA |
| minister obrony                                                                 | Linda Reynolds     | LPA       |
| minister ds. ludności, miast i infrastruktury urbanistycznej                    | Alan Tudge         | LPA       |
| minister zdrowia                                                                | Greg Hunt          | LPA       |
| minister ds. komunikacji, cyberbezpieczeństwa i sztuki                          | Paul Fletcher      | LPA       |
| minister edukacji                                                               | Dan Tehan          | LPA       |
| minister ds. zatrudnienia, kompetencji oraz małych i rodzinnych przedsiębiorstw | Michaelia Cash     | LPA       |
| minister przemysłu, nauki i technologii                                         | Karen Andrews      | LNP / LPA |
| minister ds. zasobów i północnej Australii                                      | Matt Canavan       | LNP / NPA |
| minister energii i redukcji emisji gazów cieplarnianych                         | Angus Taylor       | LPA       |
| minister środowiska                                                             | Sussan Ley         | LPA       |
| minister ds. rodzin i służb społecznych                                         | Anne Ruston        | LPA       |
| osoba zarządzająca sprawami rządowymi w Senacie                                 | Anne Ruston        | LPA       |
| minister ds. ludności rdzennej                                                  | Ken Wyatt          | LPA       |
| minister ds. zasobów wodnych                                                    | Daniel Littleproud | LNP / NPA |
| minister ds. ubezpieczeń dla osób niepełnosprawnych                             | Stuart Robert      | LNP / LPA |
| minister ds. służb rządowych                                                    | Stuart Robert      | LNP / LPA |

Źródło:

## Skład w momencie dymisji (23 maja 2022)
| stanowisko                                                                                    | osoba             | partia    |
| --------------------------------------------------------------------------------------------- | ----------------- | --------- |
| premier                                                                                       | Scott Morrison    | LPA       |
| wicepremier                                                                                   | Barnaby Joyce     | NPA       |
| minister infrastruktury, transportu i rozwoju regionalnego                                    | Barnaby Joyce     | NPA       |
| minister skarbu                                                                               | Josh Frydenberg   | LPA       |
| minister finansów                                                                             | Simon Birmingham  | LPA       |
| wiceprzewodniczący Federalnej Rady Wykonawczej                                                | Simon Birmingham  | LPA       |
| przedstawiciel rządu w Senacie (Leader of the Government in the Senate)                       | Simon Birmingham  | LPA       |
| minister rolnictwa i ds. północnej Australii                                                  | David Littleproud | LNP / NPA |
| minister spraw zagranicznych                                                                  | Marise Payne      | LPA       |
| minister ds. kobiet                                                                           | Marise Payne      | LPA       |
| minister obrony                                                                               | Peter Dutton      | LNP / LPA |
| przewodniczący Izby Reprezentantów (Leader of the House)                                      | Peter Dutton      | LNP / LPA |
| prokurator generalna                                                                          | Michaelia Cash    | LPA       |
| minister ds. relacji w miejscu pracy                                                          | Michaelia Cash    | LPA       |
| minister zdrowia i opieki senioralnej                                                         | Greg Hunt         | LPA       |
| minister handlu, turystyki i inwestycji                                                       | Dan Tehan         | LPA       |
| minister ds. komunikacji, infrastruktury urbanistycznej, miast oraz sztuki                    | Paul Fletcher     | LPA       |
| minister rodziny i usług społecznych                                                          | Anne Ruston       | LPA       |
| minister ds. bezpieczeństwa kobiet                                                            | Anne Ruston       | LPA       |
| osoba zarządzająca sprawami rządowymi w Senacie                                               | Anne Ruston       | LPA       |
| minister spraw wewnętrznych                                                                   | Karen Andrews     | LNP / LPA |
| minister ds. przemysłu, energii oraz redukcji emisji gazów cieplarnianych                     | Angus Taylor      | LPA       |
| minister ds. zatrudnienia, siły roboczej, kompetencji, małych oraz rodzinnych przedsiębiorstw | Stuart Robert     | LNP / LPA |
| p.o. ministra edukacji i spraw młodzieży (od grudnia 2021)                                    | Stuart Robert     | LNP / LPA |
| minister ds. usług administracji rządowej                                                     | Linda Reynolds    | LPA       |
| minister ds. ubezpieczeń dla osób niepełnosprawnych                                           | Linda Reynolds    | LPA       |
| minister środowiska                                                                           | Sussan Ley        | LPA       |
| minister ds. ludności rdzennej                                                                | Ken Wyatt         | LPA       |
| minister ds. przemysłu obronnego                                                              | Melissa Price     | LPA       |
| minister nauki i technologii                                                                  | Melissa Price     | LPA       |
| minister edukacji i spraw młodzieży (od grudnia 2021 na urlopie)                              | Alan Tudge        | LPA       |
| minister ds. zarządzania kryzysowego oraz narodowej odbudowy i odporności                     | Bridget McKenzie  | NPA       |
| minister ds. regionalizacji, komunikacji regionalnej i edukacji regionalnej                   | Bridget McKenzie  | NPA       |
| minister ds. weteranów                                                                        | Andrew Gee        | NPA       |
| minister ds. personelu wojskowego                                                             | Andrew Gee        | NPA       |
| minister ds. imigracji, obywatelstwa, usług migracyjnych oraz spraw wielokulturowości         | Alex Hawke        | LPA       |
| minister ds. zasobów i wody                                                                   | Keith Pitt        | LNP / NPA |